# Conopomorpha heliopla
Conopomorpha heliopla là một loài bướm đêm thuộc họ Gracillariidae. Nó được tìm thấy ở Tasmania, Queensland và Tây Úc.
Ấu trùng ăn Acacia species. They feed in the surface of galls produced by the rust Uromycladium và other organisms.